# Sharp Glacier
Sharp Glacier är en glaciär i Antarktis. Den ligger i Västantarktis. Argentina, Chile och Storbritannien gör anspråk på området. Sharp Glacier ligger 257 meter över havet.
Terrängen runt Sharp Glacier är kuperad åt nordost, men åt sydväst är den bergig. Sharp Glacier ligger nere i en dal. Trakten är obefolkad. Det finns inga samhällen i närheten. 